# Nunziatura apostolica a Napoli
La nunziatura apostolica a Napoli o nunziatura apostolica nel Regno di Napoli (nell'Ottocento Nunziatura apostolica nel Regno delle Due Sicilie) è stata una rappresentanza diplomatica permanente della Santa Sede nel Regno di Napoli prima e nel Regno delle Due Sicilie poi. La sede era a Napoli, nel Palazzo del Nunzio Apostolico, in via Toledo, 352. La nunziatura era retta da un diplomatico, detto nunzio apostolico a Napoli, che aveva il rango di ambasciatore.

## Storia
Nel corso soprattutto del Seicento e per la prima parte del Settecento, gran parte dei nunzi apostolici a Napoli vennero prescelti tra il clero locale o proveniente da stati sottoposti al dominio degli spagnoli.
I nunzi apostolici a Napoli, soprattutto nel XVII secolo, ebbero sempre ruoli di predominanza politica e addirittura tra questi due furono nominati pontefici: Innocenzo X e Clemente X.
L'ultimo nunzio apostolico fu Pietro Giannelli che chiuse la nunziatura il 6 settembre 1860, lo stesso giorno in cui il re con la sua corte lasciava Napoli per Gaeta.

## Lista dei nunzi apostolici

### XIV-XV secolo
- Angelo d'Anna de Sommariva, O.S.B.Cam. (1384 - 1389)
- Bartolomeo Uliari, O.F.M. (18 dicembre 1389 - 1396)
- Stefano Nardini (1467)
- Pietro Menzi (1487 - ?)

### XVI secolo
- Giovanni Ruffo di Teodoli (24 aprile 1505 - 6 novembre 1511 nominato arcivescovo di Cosenza)
- Ottaviano Guarino (1514 - ?)
- Massimo Bruno Corvino (1518 - ?)
- Girolamo Aurilia (1525 - ?)[1]
- Girolamo Centelle (? - 1528)
- Fabio Arcella (1528 - 1534)
- Tommaso Caracciolo (1534 - agosto 1535)
- Fabio Arcella (11 agosto 1535 - aprile 1537)
- Francesco Guastaferro (aprile 1537 - 1541)
- Bartolomeo Capobianco (1541 - giugno 1544)
- Girolamo Sauli (giugno 1544 - dicembre 1545)
- Berardo de Santis (11 dicembre 1545 - maggio 1546)
- Bartolomeo Capobianco (maggio 1546 - novembre 1549)
- Bartolomeo Capranica (8 novembre 1549 - ?)
- Paolo Fabio Cappelletto (? - 1554)
- Pietro Camaiano (12 ottobre 1554 - 1555)
- Marco Antonio Sauli (1555 - agosto 1558)
- Giulio Pavese (agosto 1558 - giugno 1560)
- Paolo Odescalchi (15 giugno 1560 - 4 settembre 1561)
- Nicolò Fieschi (4 settembre 1561 - 15 dicembre 1564)
- Antonio Scarampi (15 dicembre 1564 - 15 maggio 1566)
- Cipriano Pallavicini (15 maggio 1566 - 23 novembre 1566)
- Paolo Odescalchi (15 gennaio 1567 - 27 febbraio 1568 nominato vescovo di Penne)
- Cesare Brumano (febbraio 1568 - 18 novembre 1570)
- Alessandro Simonetta (18 novembre 1570 - 9 novembre 1572)
- Antonio Maria Sauli (9 novembre 1572 - 15 ottobre 1577)
- Lorenzo Campeggi (ottobre 1577 - 5 gennaio 1580)
- Fantino Petrignani (5 gennaio 1580 - 9 febbraio 1581)
- Silvio Savelli (9 febbraio 1581 - 2 giugno 1585)
- Giulio Rossino (2 giugno 1585 - luglio 1587)
- Marcantonio Bizzoni (10 luglio 1587 - maggio 1589)
- Alessandro Glorieri (20 maggio 1589 - maggio 1591)
- Germanico Malaspina (3 maggio 1591 - 21 dicembre 1591)
- Pietro Astorgio (21 dicembre 1591 - marzo 1592)

### XVII secolo
- Jacopo Aldobrandini (marzo 1592 - 1605)
- Guglielmo Bastoni (1º dicembre 1605 - gennaio 1609)
- Valerio Muti (12 gennaio 1609 - 1610)
- Deodato Gentile, O.P. (29 marzo 1610 - aprile 1616 deceduto)
- Paolo Emilio Filonardi (19 aprile 1616 - 26 marzo 1621)
- Giovanni Battista Pamphilj (26 marzo 1621 - marzo 1625)
  - Lorenzo Tramalli (marzo 1625 - 15 maggio 1626) (ad interim)
- Antonio Diaz (31 marzo o 15 maggio 1626 - 1627)
- Cesare Monti (17 aprile 1627 - 1628)
- Alessandro Bichi (29 maggio 1628 - giugno 1630 dimesso)
- Niccolò Enriquez de Herrera (8 giugno 1630 - 1639)
- Lorenzo Tramalli (26 marzo 1639 - 25 novembre 1644 dimesso)
- Emilio Bonaventura Altieri (25 novembre 1644 - ottobre 1652)
- Alessandro Sperelli (24 ottobre 1652 - settembre 1653)
- Giulio Spinola (4 ottobre 1653 - ?)
- Giulio Spinola (4 ottobre 1658 - 10 luglio 1665 nominato nunzio apostolico in Austria)
- Bernardino Rocci (16 giugno 1665 - 1667)
- Marco Galli (19 febbraio 1668 - 1671)
- Marcantonio Vincentini (26 gennaio 1671 - 1682)
- Giulio Muzio (o Muti) Papazurri (1682 - 1690)
- Lorenzo Casoni (4 marzo 1690 - 1702)

### XVIII secolo
- Giambattista Patrizi (17 febbraio 1702 - 20 dicembre 1707 nominato tesoriere generale della Camera Apostolica)
- Alessandro Aldobrandini (20 dicembre 1707 - 23 settembre 1713 nominato nunzio nella Repubblica di Venezia)
- Gerolamo Alessandro Vicentini (17 giugno 1713 - 5 agosto 1723 deceduto)
- Vincenzo Antonio Alemanni Nasi (2 dicembre 1723 - 23 dicembre 1730 nominato nunzio apostolico in Spagna)
- Raniero Felice Simonetti (23 dicembre 1730 - 9 settembre 1743 nominato vice-camerlengo della Camera Apostolica)
- Luigi Gualterio (21 marzo 1744 - 2 marzo 1754 nominato nunzio apostolico in Francia)
- Lazzaro Opizio Pallavicini (21 maggio 1754 - 9 febbraio 1760 nominato nunzio apostolico in Spagna)
- Giuseppe Locatelli (11 gennaio 1760 - 23 novembre 1763 deceduto)
- Guido Calcagnini (22 febbraio 1765 - 20 maggio 1776 creato cardinale)
- Giuseppe Vincentini (23 gennaio 1776 - 5 ottobre 1779 deceduto)
- (sede vacante)

### XIX secolo

#### Regno delle Due Sicilie
- (sede vacante)
- Alessandro Giustiniani (26 aprile 1822 - 24 aprile 1827 nominato nunzio apostolico in Portogallo)
- Luigi Amat di San Filippo e Sorso (24 aprile 1827 - 13 novembre 1832 nominato nunzio apostolico in Spagna)
- Gabriele Ferretti (22 luglio 1833 - 23 maggio 1837 nominato vescovo di Montefiascone)
- Fabio Maria Asquini (22 dicembre 1837 - 4 marzo 1839 nominato in Curia a Roma)
- Camillo Di Pietro (27 luglio 1839 - 7 febbraio 1844 nominato nunzio apostolico in Portogallo)
- Pietro Antonio Garibaldi (7 febbraio 1844 - 30 settembre 1850 nominato nunzio apostolico in Francia)
- Innocenzo Ferrieri (30 settembre 1850 - 16 giugno 1856 nominato nunzio apostolico in Portogallo)
- Pietro Gianelli (18 marzo 1858 - 6 settembre 1860)
  - Fine della nunziatura